# Иден, Дороти
Дороти Энид Иден (англ. Dorothy Eden; 3 апреля 1912, Кентербери (Новая Зеландия) — 4 марта 1982, Лондон, Великобритания) — британская писательница.

## Биография
Родилась на ферме на Кентерберийских равнинах в Новой Зеландии, где училась и работала в качестве юридического секретаря до переезда в Англию в 1954 году, где продолжала плодотворную литературную деятельность.
Умерла от рака в Лондоне 4 марта 1982 года.

## Творчество
Первая книга Д. Иден была опубликована в 1940 году. 
Автор более 40 бестселлеров, готических, детективных, любовно-романтических и исторических романов и коротких рассказов, снискавших признание не только у читателей, но и взыскательной литературной критики.
Романы Д. Иден известны своими захватывающими, завораживающими сюжетами, тщательно прорисованными персонажами, подлинными историческими деталями и частым присутствием в сюжете привидений.
Романы Д. Иден переведены на многие языки мира. Член Детективного Клуба. 
В 1980 году Д. Иден вошла в десятку самых продаваемых авторов в мире.
Использовала псевдоним Мэри Парадиз (Mary Paradise).